# Nikolaj Snetkov
Nikolaj Afanasevič Snetkov (rusko Николай Афанасьевич Снетков), ruski hokejist, * 12. december 1935, Moskva, Rusija, † 14. marec 2005, Rusija.
Snetkov je v sovjetski ligi igral za klub Lokomotiv Moskva, skupno na 160-ih prvenstvenih tekmah, na katerih je dosegel 140 golov. Za sovjetsko reprezentanco je nastopil na dveh svetovnih prvenstvih, na katerih je osvojil po eno srebrno in bronasto medaljo. Za reprezentanco je nastopil na 28-ih tekmah, na kateri je dosegel osemnajst golov. Umrl je leta 2005 v starosti devetinšestdesetih let.

## Pregled hokejske kariere
Odebeljeno - reprezentančni nastopi, glej tudi Statistika pri hokeju na ledu.
| Moštvo          | Liga                 | Sezona |    | Redni del | Redni del | Redni del | Redni del | Redni del | Redni del |   | Končnica | Končnica | Končnica | Končnica | Končnica | Končnica |
| --------------- | -------------------- | ------ | -- | --------- | --------- | --------- | --------- | --------- | --------- | - | -------- | -------- | -------- | -------- | -------- | -------- |
| Moštvo          | Liga                 | Sezona | OT | G         | P         | T         | +/-       | KM        | OT        | G | P        | T        | +/-      | KM       |          |          |
| Sovjetska zveza | Svetovno prvenstvo A | 59     |    | 2         | 1         |           | 1         |           |           |   |          |          |          |          |          |          |
| Sovjetska zveza | Svetovno prvenstvo A | 61     |    | 7         | 6         | 2         | 8         |           | 0         |   |          |          |          |          |          |          |
| Skupaj          |                      |        |    | 9         | 7         | 2         | 9         |           | 0         |   |          |          |          |          |          |          |